# Poecilopharis whitei
Poecilopharis whitei är en skalbaggsart som beskrevs av Thomson 1860. Poecilopharis whitei ingår i släktet Poecilopharis och familjen Cetoniidae. Inga underarter finns listade i Catalogue of Life.